# لغة إيلي التركية
لغة ايلي التركية وهي من اللغات الأتراكية المنطوقة في الصين. وهي لغة مهددة بالانقراض حيث لم يتجاوزعدد المتحدثين بها 120 شخصاً سنة 1980 وأغلبهم من كبار السن.

## التصنيف
لغة إيلي التركية تنتمي إلى فرع الشرقي من اللغات القارلوقية من اللغات التركية، وتحوي أيضاً عللى بعض الخصائص من اللغة القبجاقية.

## التوزيع الجغرافي
يقطن المتحدثون بلغة إيلي التركية في مقاطعة إيلي الكازاخية ذاتية الحكم في الصين على طول نهر إيلي وروافده وفي مدينة ينينغ. بالإضافة لبعض المتحدثين المحتملين في كازاخستان. ولا تتمتع لغة إيلي بأي صفة رسمية في كلا البلدين.